# Hydrocyphon sumatrensis
Hydrocyphon sumatrensis es una especie de coleóptero de la familia Scirtidae.

## Distribución geográfica
Habita en Indonesia.